# Ева Ловия
Ева Ловия (англ. Eva Lovia; урожд. Кэндис Кларк (англ. Candice Clarke); род. 29 мая 1989, Уилмингтон (Делавэр), Северная Каролина, США) — американская порноактриса, модель, подкастер.

## Карьера

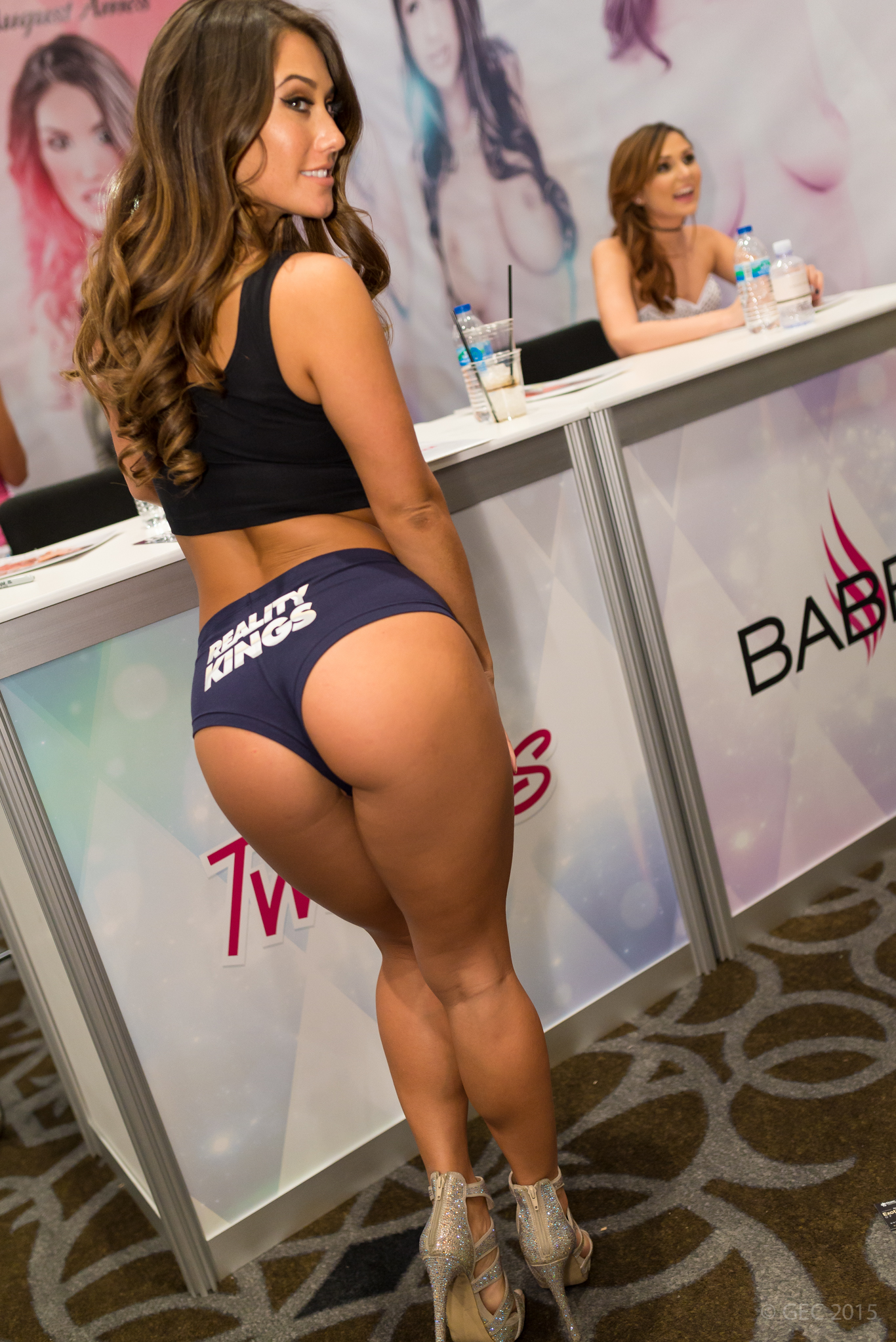
AVN Expo 2015

Её первая работа была кассиром в торговом центре Target. Кроме того, Ева работала в сети ресторанов Hooters, а также участвовала в конкурсах бикини. Дебютировала в порно в 2012 году. На ранних этапах своей карьеры она выступала исключительно в лесбийских сценах, прежде чем сделать свою первую гетеро съёмку для сайта Reality Kings.
В 2013 году Ловия основала собственную компанию Lovia Enterprise LLC, которая занималась разработкой и поддержкой веб-сайтов, а также предоставляла агентские услуги для коллег-порноактрис. Более того, Ева стала девушкой месяца на март 2014 года по версии студии Twistys.
В 2015 году команда сайта Pornhub совместно с американской студией фильмов для взрослых Digital Playground запустила кампанию по сбору средств на съёмки первого порнофильма в космосе под названием «Sexploration». Актёрами на главные роли в фильме были выбраны Ева Ловиа и Джонни Синс. Для организации потребовалось шесть месяцев тщательной подготовки и команда из шести человек в дополнение к двум актёрам. Было собрано почти четверть миллиона из требуемых 3,4 миллиона долларов, после чего инициатива была прекращена, а деньги, собранные путём краудфандинга, были возвращены обратно людям.
В 2016 году получила 5 номинаций на премию «AVN Awards» и 3 номинации на премию «XBIZ Award». В это же время сотрудничала с компанией «Digital Playground». С 2013 по 2017 год снялась в 126 порнофильмах. Среди других компаний и сайтов для взрослых, на которые впоследствии работала Ева: BangBros, Muffia, FM Concepts, Nubile Films, Digital Desire, Naughty America. В 2018 году ушла из порно.
На 2021 год занимается публикацией пользовательского контента посредством платформы OnlyFans, снимается как модель в эротических фотосессиях для Vice Erotica, выпускает подкаст и много времени проводит со своей семьёй.

## Личная жизнь

### Семья
Ева Ловия имеет смешанное испано-японское происхождение. Её мать была моделью нижнего белья для Playboy, отец — полицейский. Также у неё есть две младшие сестры.
Муж — Эрик Хорбак (англ. Erik Horbacz). В 2019 году у пары родился сын.

### Подкаст
Под своим настоящим именем Candice Horbacz (Кэндис Хорбак) с 17 июня 2020 года ведёт подкаст «Chatting with Candice» («Болтаем с Кэндис»).
Как говорит сама Хорбак: «Я считаю, что жизнь беспорядочна, и это нормально. Для людей, думать самостоятельно — это редкость, но это необходимо, и мы всегда должны расширять свое любопытство. Подкаст наводит на размышления и побуждает вас мыслить критически.»

### Интересные факты
Кэндис имеет степень бакалавра психологии.
Слушает кантри 90-х, таких исполнителей, как: Тим Макгро, Джордж Стрейт, Джо Ди Мессина, Shania.
Любимое блюдо — болоньезе или лосось саке-касу.

## Награды и номинации
| Год  | Награда    | Категория                                   | Работа                       | Результат |
| ---- | ---------- | ------------------------------------------- | ---------------------------- | --------- |
| 2016 | AVN Awards | Best All-Girl Group Sex Scene               | College Rules 20             | Номинация |
| 2016 | AVN Awards | Best Boy/Girl Sex Scene                     | Flesh                        | Номинация |
| 2016 | AVN Awards | Best Group Sex Scene                        | Flesh                        | Номинация |
| 2016 | AVN Awards | Best Sex Scene in a Foreign-Shot Production | Monarch                      | Номинация |
| 2016 | AVN Awards | Лучшая исполнительница года                 |                              | Номинация |
| 2016 | XBIZ Award | Best Scene — Couples-Themed Release         | Monarch: Agents of Seduction | Номинация |
| 2016 | XBIZ Award | Best Actress — Couples-Themed Release       | Monarch: Agents of Seduction | Номинация |
| 2016 | XBIZ Award | Best Actress — Parody Release               | Anchorwoman: A XXX Parody    | Номинация |
| 2017 | AVN Awards | Best All-Girl Group Sex Scene               | Lick It Good                 | Номинация |
| 2017 | AVN Awards | Best Girl/Girl Sex Scene                    | We Live Together.com 43      | Номинация |
| 2017 | XBIZ Award | Best Scene — Parody Release                 | Sex Machina: a XXX Parody    | Номинация |
| 2017 | XBIZ Award | Лучшая исполнительница года                 |                              | Номинация |